# Jopping
《Jopping》是韩国流行音乐团体SuperM的首支单曲。歌曲于2019年10月4日作为SM娱乐与国会音乐联合发行的迷你专辑的《SuperM》的首支单曲发行。

## 编曲和歌词
“Jopping”是跳跃（jumping）和弹射（popping）的合成词，是SuperM同名出道专辑的先导曲。歌曲采用了浓厚的电子流行乐风格，同时参考了英国流行乐的声音风格。歌曲利用了电影化的号角声及时髦的节拍。从每位成员的声乐和说唱中，不难看出流行摇滚、蓝调布鲁斯和嘻哈流派的融合。

## 音乐录影带
带有未来主义色彩的MV于阿联酋的沙漠及杜拜的城市丛林中拍摄，出现了行进中的超跑及摩托车，以及中央位置登场的直升飞机。影片还出现了迈丹桥、商务湾和谢赫·扎耶德路等地标建筑，此外还有海勒路及拉斯豪尔保护区的荒野景观。

## 现场表演
2019年10月5日，组合在洛杉矶国会唱片大楼外的出道演唱会上首次表演该曲，10月9日在《艾倫·狄珍妮秀》献上该曲的美国电视首秀。2020年2月11日，组合凭借该曲登上《吉米·坎摩尔直播秀》。

## 年终榜单成绩
| 媒体         | 榜单                             | 作品        | 排名 | 参考   |
| ------------ | -------------------------------- | ----------- | ---- | ------ |
| 《Dazed》    | 2019年20大韩国流行歌曲           | 《Jopping》 | 15   | [ 14 ] |
| 《公告牌》   | 2019年25大韩国流行歌曲           | 《Jopping》 | 25   | [ 15 ] |
| 《南華早報》 | 2019年10大韩国流行歌曲           | 《Jopping》 | 7    | [ 16 ] |
| BuzzFeed     | 2019年最佳韩国流行歌曲音乐录影带 | 《Jopping》 | 13   | [ 17 ] |

## 榜单表现
| 榜单（2019年）                         | 最高排名 |
| -------------------------------------- | -------- |
| 加拿大（加拿大百强单曲榜）             | 85       |
| 法国（法國唱片出版業公會）             | 140      |
| 日本（告示牌日本熱門100金曲榜）        | 27       |
| 马来西亚（马来西亚唱片业协会）         | 20       |
| 新西兰热门单曲榜（新西兰唱片音乐协会） | 24       |
| 新加坡（新加坡唱片业协会）             | 11       |
| 韩国下载榜（Gaon）                     | 108      |
| 韩国（Kpop Hot 100）                   | 84       |
| 英国数字单曲榜（官方榜单公司）         | 96       |
| 美国告示牌榜外單曲榜                   | 25       |
| 美国全球数字单曲榜（《公告牌》）       | 1        |